# Spherillo zebricolor
Spherillo zebricolor är en kräftdjursart som först beskrevs av Stebbing 1900.  Spherillo zebricolor ingår i släktet Spherillo och familjen Armadillidae. Inga underarter finns listade i Catalogue of Life.